# Prog på svenska – Live in Japan
Prog på svenska – Live in Japan – dwupłytowy album koncertowy szwedzkiej grupy progresywnej Änglagård, wydany w 2014 roku przez Änglagård Records. Utwory zawarte na obu krążkach zarejestrowano pomiędzy 15. a 17. marca 2013 roku w Japonii.

## Lista utworów
Opracowano na podstawie materiału źródłowego.
Muzykę skomponował, zaaranżował i wykonał Änglagård.
CD 1
| Nr | Tytuł utworu                                        | Długość |
| -- | --------------------------------------------------- | ------- |
| 1. | „Introvertus fugu (Den asociala blåsfisken) part 1” | 6:56    |
| 2. | „Höstsejd”                                          | 11:25   |
| 3. | „Längtans klocka”                                   | 11:14   |
| 4. | „Jordrök”                                           | 12:56   |
|    |                                                     | 42:31   |

CD 2
| Nr | Tytuł utworu   | Długość |
| -- | -------------- | ------- |
| 1. | „Sorgmantel”   | 12:40   |
| 2. | „Kung Bore”    | 15:20   |
| 3. | „Sista somrar” | 16:00   |
|    |                | 44:00   |

## Twórcy
Opracowano na podstawie materiału źródłowego.
Muzycy:
- Johan Brand – gitara basowa, Moog Taurus, efekty dźwiękowe
- Erik Hammarström: perkusja, wibrafon, glockenspiel, dzwony rurowe, cran casa, gong
- Anna Holmgren – flety, saksofon, melotron, melodyka
- Linus Kåse: organy Hammonda B-3, melotron, Fender Rhodes, Minimoog Voyager, fortepian, saksofon sopranowy, śpiew
- Tord Lindman: gitara, śpiew, gong, efekty dźwiękowe

Produkcja:
- Änglagård – produkcja muzyczna
- Alar Suurna – inżynieria dźwięku, miksowanie
- Göran Stenberg – ilustracja na okładce, projekt logo
- Johan Brand, Tord Lindman, Anna Holmgren – projekt oprawy graficznej